# NGC 2916
NGC 2916 is een spiraalvormig sterrenstelsel in het sterrenbeeld Leeuw. Het hemelobject werd op 16 november 1784 ontdekt door de Duits-Britse astronoom William Herschel.

## Synoniemen
- UGC 5103
- MCG 4-23-11
- ZWG 122.21
- IRAS09321+2155
- PGC 27244